# Xeromelissa machi
Xeromelissa machi là một loài Hymenoptera trong họ Colletidae. Loài này được Toro mô tả khoa học năm 1997.